# Le Puy Foot 43 Auvergne
Le Puy Foot 43 Auvergne – francuski klub piłkarski z siedzibą w Le Puy-en-Velay.

## Historia
Le Puy Foot 43 Auvergne został założony w 1903 roku jako AS Le Puy. W latach 20. klub zmienił nazwę na CA Le Puy. Przez wiele lat klub występował w niższych klasach rozgrywkowych. W 1974 roku klub po raz pierwszy awansował do Division 3. W tym samym roku klub zmienił nazwę na CO du Puy. W 1984 roku klub po raz pierwszy w historii awansował do Division 2.
Pobyt na zapleczu francuskiej ekstraklasy trwał pięć (w 1986 klub był najwyższej w Division 2 na 7. miejscu). Potem klub spadał coraz niżej. W 1991 klub zmienił nazwę na SCO Le Puy. Rok później klub zmienił nazwę na Union Sportive De Football Le Puy-en-Velay. W 2009 klub po raz piąty zmienił nazwę na Le Puy Foot 43 Auvergne. Obecnie Le Puy występuje w Championnat National (II liga).

## Sukcesy
- 5 sezonów w Division 2: 1984-1989.

## Nazwy klubu
- AS Le Puy (1903–2?)
- CA Le Puy (192?–74)
- CO du Puy (1974–91)
- SCO Le Puy (1991–92)
- Union Sportive De Football Le Puy-en-Velay (1992–2009)
- Le Puy Foot 43 Auvergne (2009–).